# Charles Wiggin
Anthony Charles David Wiggin (Hampstead, 8 de enero de 1950) es un deportista británico que compitió en remo. Participó en los Juegos Olímpicos de Moscú 1980, obteniendo una medalla de bronce en la prueba de dos sin timonel.

## Palmarés internacional
| Juegos Olímpicos | Juegos Olímpicos | Juegos Olímpicos  | Juegos Olímpicos |
| Año              | Lugar            | Medalla           | Prueba           |
| ---------------- | ---------------- | ----------------- | ---------------- |
| 1980             | Moscú (URSS)     | Medalla de bronce | Dos sin timonel  |